# Brachycope anomala
El tejedor anómalo (Brachycope anomala) es una especie de ave paseriforme de la familia Ploceidae propia de África central. Es la única especie del género Brachycope.

## Distribución y hábitat
Se encuentra en los bosques de ribera de la cuenca del río Congo, distribuido por Camerún, República Centroafricana, República del Congo y la República Democrática del Congo.